# الحرف اليدوية الأحسائية
الحِرَف اليدويّة الأحسائية هي حرف يدوية منتجة في الأحساء، بوصفها جزءًا من الصناعة التقليدية السعودية وتتضمن المشغولات اليدوية، والصناعات، والمِهن، والأعمال الشعبية، التي يصنعها باهتمام حرفيون أحسائيون.

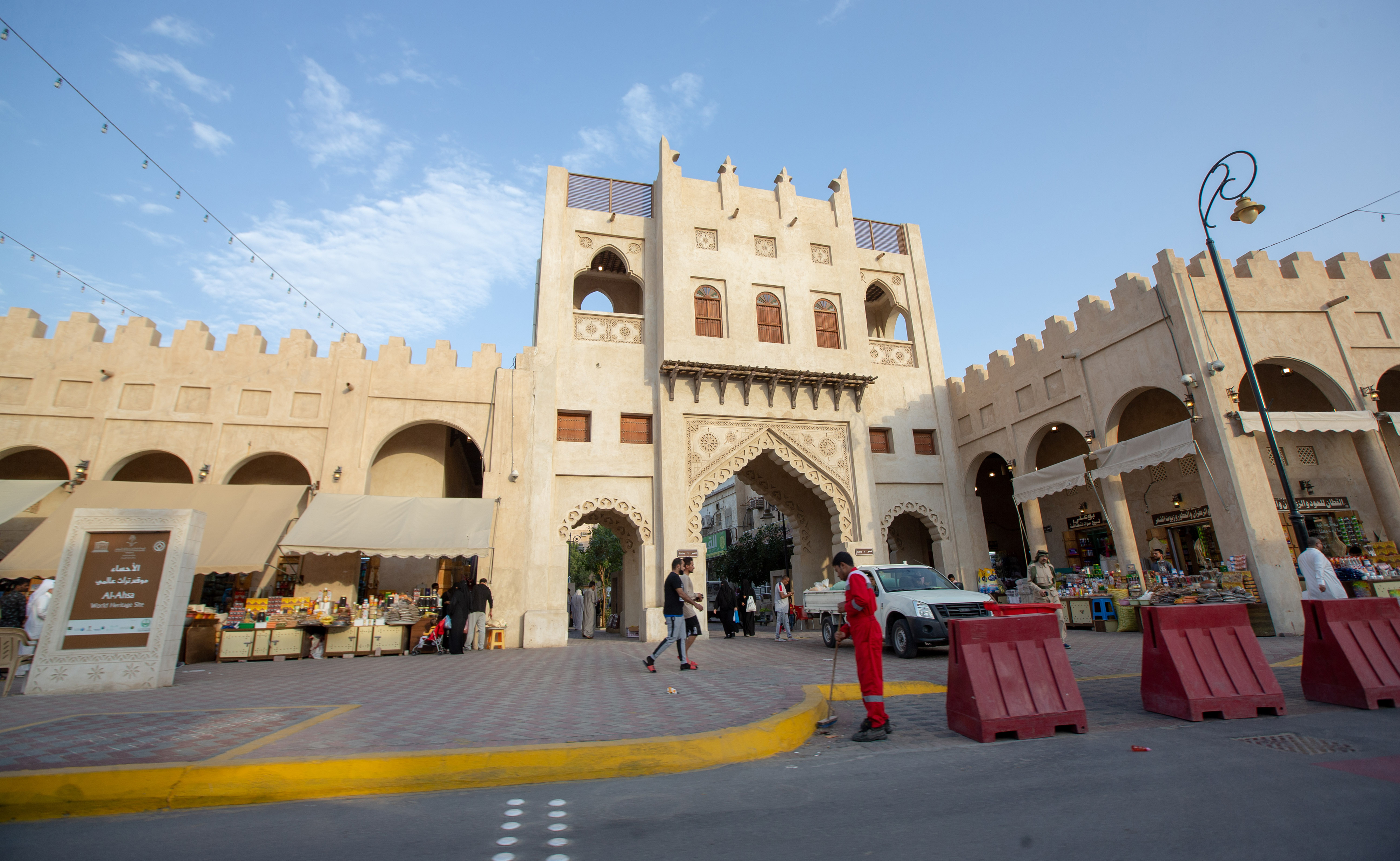
سوق القيصرية في الهفوف، يعدّ أحد أهم مراكز الحرف اليدوية في الأحساء.

تاريخيًا، تضم الأحساء حرفاً عديدة اشتهرت بها منها صياغة الذهب، وصناعة الفخار، وحياكة البشت، والقفاص، الصفّار/التقبيب، وصناعة الجلديات، وصناعة البسط، وخباز التنور، وصناعة الخوصيات وغيرها. حرفيو الأحساء يشاركون في العديد من المهرجانات والأنشطة المحلية والخارجية، من أشهرها مهرجان الأحساء المبدعة للحرف اليدوية والفنون الشعبية يقام سنويًا منذ 1 أبريل 2017 ويضم أكثر من 40 حرفة شعبية وتجري فعالياته في الفريج التراثي في منطقة مجمع الدوائر الحكومية بمدينة الهفوف. ومدينة الهفوف هي أول مدينه سعودية وخليجية تسجل في شبكه المدن المبدعة لمنظمة اليونسكو وذلك في عام 2015.

## نظرة عامة

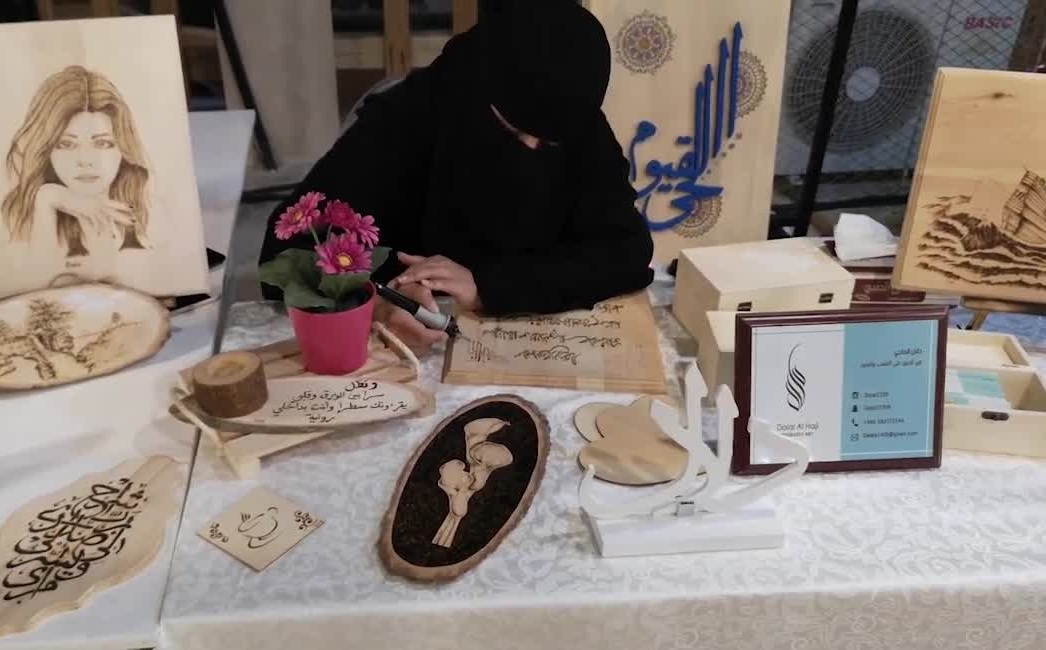
تطورت الحرف اليدوية وأدواتها وأساليبها في الأحساء عبر تاريخها، تظهر هذه الصورة الفنانة الأحسائية دلال الحاجي التي ترسم خططا تراثيا بأدوات جديدة خلال مشاركتها في معرض الفيروز الخامس، 28 نوفمبر 2018.

تعد الصناعات الريفية التي تعتمد على أشجار النخيل في الدرجة الأولى من أشهر الحرف اليدوية في الأحساء، فمن جذوعها تصنع الأبواب والمكانس الناعمة والحبال، ومن الخوص تصنع السفرة والمفارش والزنابيل والمقاصف والأطباق الخاصة بالفاكهة وأواني تعبئة التمور، إضافة إلى حرفة الخرازة ويسمى المهتم بالصناعات الجلدية باسم الخرّاز، وهو الذي يحضر الجلود وينظفها ويدبغها ثم يصنع منها الدلاء والأحذية والحقائب والأحزمة الجلدية والسيور، وتعد حرفة حياكة البشوت من الحرف التي حافظ عليها الأهالي في الأحساء حتى اليوم، بإنتاج نوع خاص من البشوت يسمى النوع الحساوي وهو الذي يحاك بطريقة يدوية، كذلك اشتهرت الأحساء قديمًا بالحدادة وهي من الحرف القديمة التي اندثرت وتقوم على تحويل كتل الحديد إلى أدوات عملية أو منزلية كالمسحاء والقلة ويستعملان في البناء والزراعة، إضافة إلى صناعة «مبيض النحاس» الذي يقوم بتبييض النحاس من الأواني المنزلية ويلحم مابها من خدوش أو شقوق ويحول قطع الصفيح إلى أدوات نافعة، وكذلك عملية استخراج اللآلئ من أعماق البحار، وهو عمل جماعي يقوم به البحارة على السفن الخاصة تحت قيادة النواخذ قديما.

## الحرف والفنون الشعبية

### فنون النسيجية

#### الحياكة
عُرِفت محافظة الأحساء في تاريخها بصناعة النسيج، واشتهرت أيضًا بحياكة الأصواف، وتخصصت أُسر في هذه الصناعة. المواد الرئيسة في هذه الصناعة الصوف والوبر الذي يجلبه أهل البادية، حيث يتم تنظيفه وغزله ثم صباغته بمواد تصنع أو تحضر محليًا، وويستخدم المِنسج الذي يصنع محليًا في الحبك فتصنع العباءات والمشالح والأغطية والرقائق والأربطة والأحزمة وتباع بعض المنسوجات بصفتها موادًا خامًا لصنع الجوارب والطواقي والقبعات الصوفية. تقوم صناعة العباءات والمشالح المحلية على هذه الصناعة.

#### الخرازة
يعتمد الخراز في حرفته على الجلود من الماعز والأغنام والأبقار حيث يقوم بدبغها وتقطيعها وتشكيلها ليصنع منها النعال والأحذية والزرابيل والدلاء والغروب والحقائب والسيور والأربطة والمشدات والجرابات والجزدانات وأمشاط الرصاص وأغماد السيوف والخناجر والبنادق ونطوع الرُضع وأغلفة الكتب والمصاحف والجوامع (قلائد يحفظ فيها آيات من القرآن) وسيور العجلات وسيور آلات شحذ السكاكين والمناشير والأوات وغير ذلك.

ويقوم الخراز ببيع منتجاته بنفسه في مباسط أرضية في العادة. ويزاول حرفته خلال عرضه بضاعته.

#### خياطة

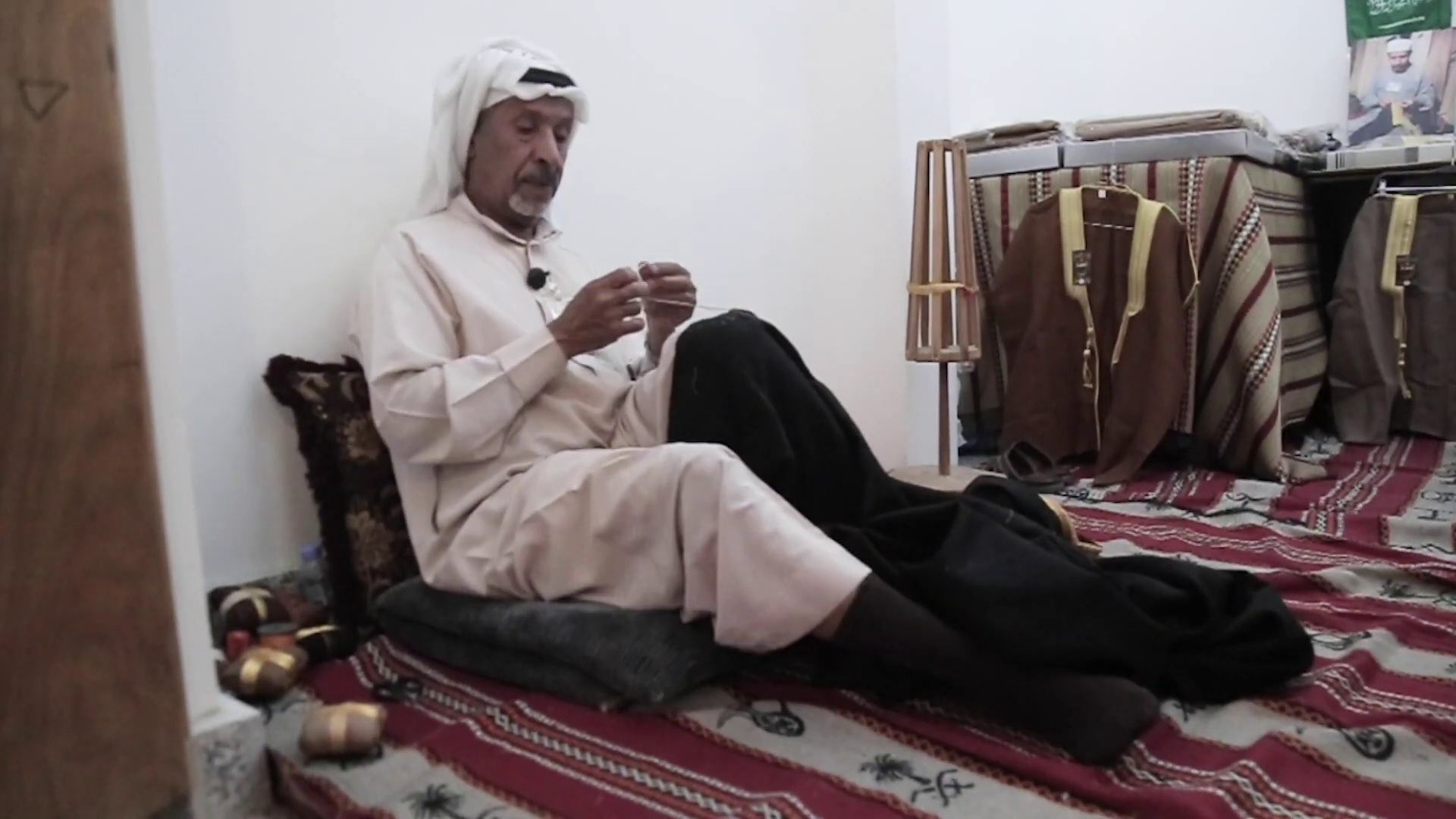
حائك البشت الحساوي أثناء خياطه.

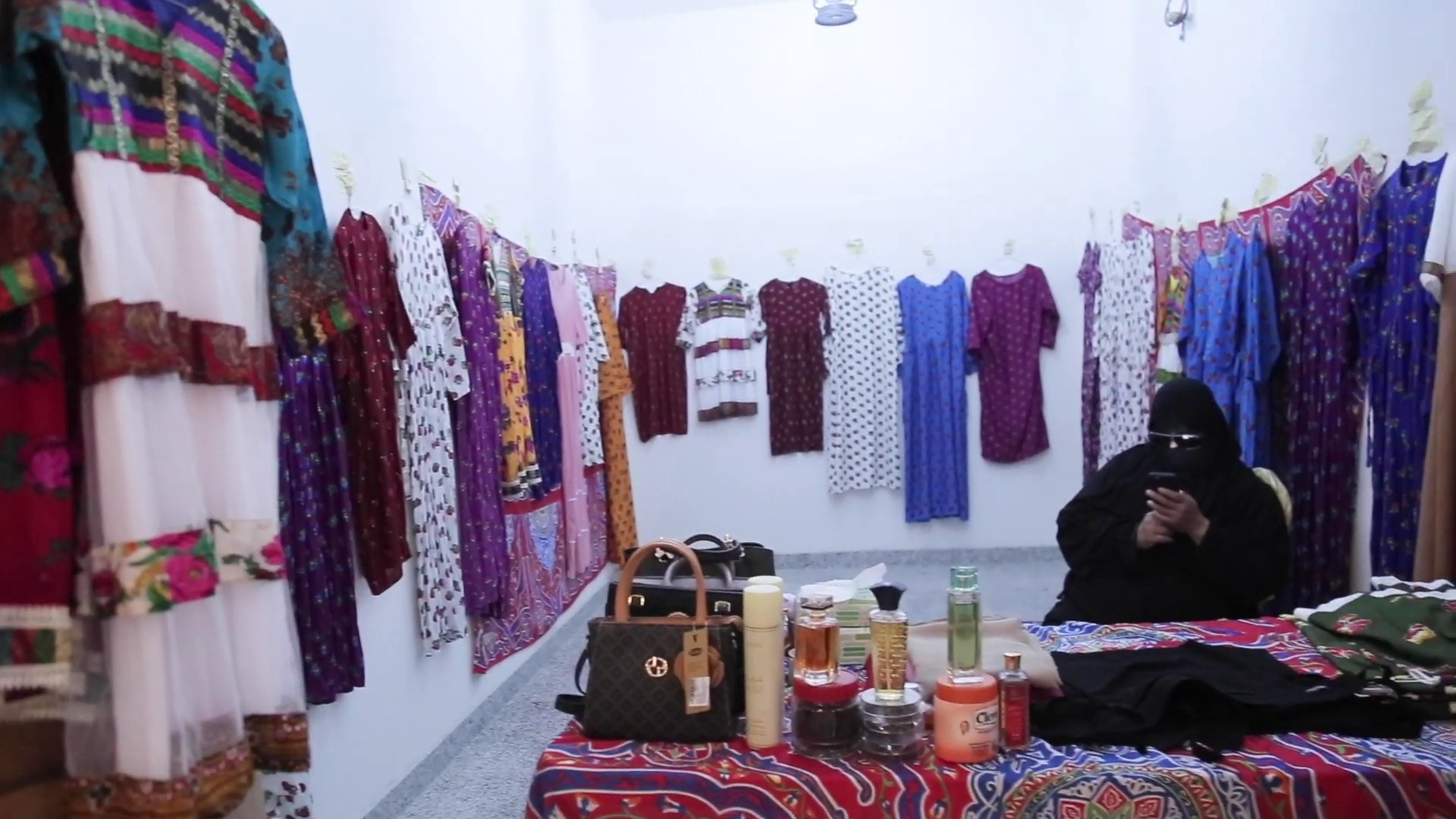
حِرَفية أحسائية في غرفتها تعرض فنها في سوق الحرفيين بالأحساء.

هي حرفة مختصة بخياطة ملابس خصوصًا للرجال والأطفال من الأقمشة القطنية من البَفت والبوبلين والويل واللّاس والسواحلي والصوف والجوخ. وحتى تطريز الغتر بالحواف والزركشات والدقات الحريرية على نماذج وأشكال متنوعة وخياطة الطواقي للرجال والأطفال من الأقمشة القطنية وتحشى بين طبقاتها بالقطن وتطرز بالأشكال والنقشات البديعة من خيوط الحرير اللامعة. ويصنع الخياط الجبة والصاية والزبون من مختلف الأقمشة وهذه كلها تلبس فوق الثوب وخاصة للعلماء والمشايخ والوجهاء ومحبي الأناقة والموضة التقليدية. واشتهرت بيوت في بعض قرى الأحساء بحياكة الطواقي من قبل النساء.
وفي خياطة العبي والمشالح، حيث ينتج الحياك النسيج من الصوف والوبر منه الخفيف ومنه الثقيل، يشتريه منه خياطو المشالح والعبي، الذين يشغلون مجموعات من الرجال، في مشاغل منزلية خاصة، وقد يعاونهم ويتدرب على أيديهم بعض الأولاد من أبنائهم أو أقاربهم أو ممن يستأجرونهم. ويتم خياطة المشلح أو العباءة على مراحل. ويختص كل شخص أو مجموعة بمرحلة معينة.

فهناك أخذ القياسات ثم القص ثم الخياطة اليدوية ثم يأتي دور تزيين المشلح خاصة بالكرمك. وهوا حواف الزري (القصب المذهب) على الظهر والجوانب والأيدي. ويأتي التطريز على عدة نقشات أو نماذج فنية بديعة تعكس المهارة المعروفة في صناعة المشالح في الأحساء وفي بعض المشالح يكتفى بحواف التطريز بالحرير اللامع وهذا في المعتاد لباس العلماء وطلبة العلم والزهاد وأهل البساطة والتواضع، كذلك يكون تزيين حواف العباءات النسائية إما بالزري المكثف على نقشات عديدة وأشكال أو بخيطان الحرير.

وكل هذه العمليات تتم بطريقة يدوية لا تستعمل فيها الماكينات. وقد اشتهرت بيوت وأسر في الأحساء بهذه الصناعة، كما اشتهرت الأحساء بها، وهي تصدر المشالح الفاخرة إلى مناطق عديدة خارجها. وقد انتقلت بعض الأسر المختصة بالخياطة إلى سوريا والكويت وبعض الدول الخليج الأخرى، فنقلوا معهم هذه الصناعة التي استقرت وتطورت في بعضها، ولكن باستخدام الآلات الحديثة المتطورة.

وعن تطريز الزري في الأحساء، هناك أسر مختصصة بهذه الصناعة وأخذه خامًا من مورديه وإعداده وتجهيزه على طيات وأكوار (جمع كور وهو مطوية من الخيوط يبلغ طولها آلاف الأمتار) وبكرات وبيعه على خياطي المشالح والعبي وعلى مطرزي أثواب النساء. وقد يعمل هؤلاء في بيوتهم ويشتغلون رجالًا وصبيانًا في هذه الحرفة الدقيقة.
يُعدُّ التطريز بالزري حرفة فنية أخرى قائمة بذاتها. فهناك أشخاص متخصصون بها ولهم دكاكينهم التي يعملون بها في السوق فهم يشترون خيوط الزري والحرير الملون من باعته ويقومون بتصميم أشكال ونقشات ونماذج فنية وينقشونها بالزري والحرير اللامع على دراريع (فساتين) النساء وأثوابهن الواسعة الكبيرة وعلى طواقي الأطفال الفاخرة. وهذه الملابس تكون عادة من أفخر أنواع النسيج، الحرير ولإبريسم والجوخ والصوف على ألوان عديدة، وتكون الدرّاعة أو الثوب بعد تطريزه بألوانه الجذابة والنقاشات المنثورة فيه، كما ينقش المطرزون أشكالًا ونماذج من الزري البديعة على بخانق البنات من القطن الفاخر الأسود، كما ينقشون أشكالًا وتصماميم على ملافع النساء من الأقشمة السوداء الفاخرة.

ويستخدم هؤلاء رجالًا وصبيانًا في هذه الصناعة وبعضهم يفتح بيته لإنجاز العمل، إضافة إلى الدكان وهم يستخدمون الماكينات ويدقون الدرز على سندانات خشبية بمطارق خشبية ليستقيم ويزداد لمعانه.

#### الندافة
يستعمل الندّاف أو القطان، القطن والأقمشة القطنية والإبريسم الناعم الأملس الملون في صنع الفُرَش والمخدات والدواشق (جمع دوشق، وهو مراتب الجلوس على الأرض في المجالس) والمساند والمتاكي والطراريح (جمع طراحة وهي اللحاف الثخين المحشو بالقطن). يستخدم النداف الذي يندف القطن «ندافة» وهي هيكل خشبي يدوي له أوتار تصنع من جلد الحيوان، وله مطرقة خشبية محفورة يدخل النداف الأوتار داخل كومة القطن ويأخذ في الضرب بقوة الأوتار فينتفش القطن ويتطاير كريش العصافير الصغيرة فيستقر في جانب آخر بحيث يجمع ويحشى به الفراش ثم يضرّب بالعصا الخيزران ليتساوى ويستقيم ثم يخاط بالخيط والإبرة ويستعمل الذي يخيط الفرش كشتبانًا على بعض أصابعه لحمايتها من نفذات الإبر وقد يأتي النداف إلى المنازل ليقوم بإنتاج عدد كبير من الفرش كما في مناسبات الأعراس وهي حرفة فنية تتطلب مهارة وخبرة وتحملًا لغبار القطن وهبائه.

### فنون الخشبية

#### النجارة

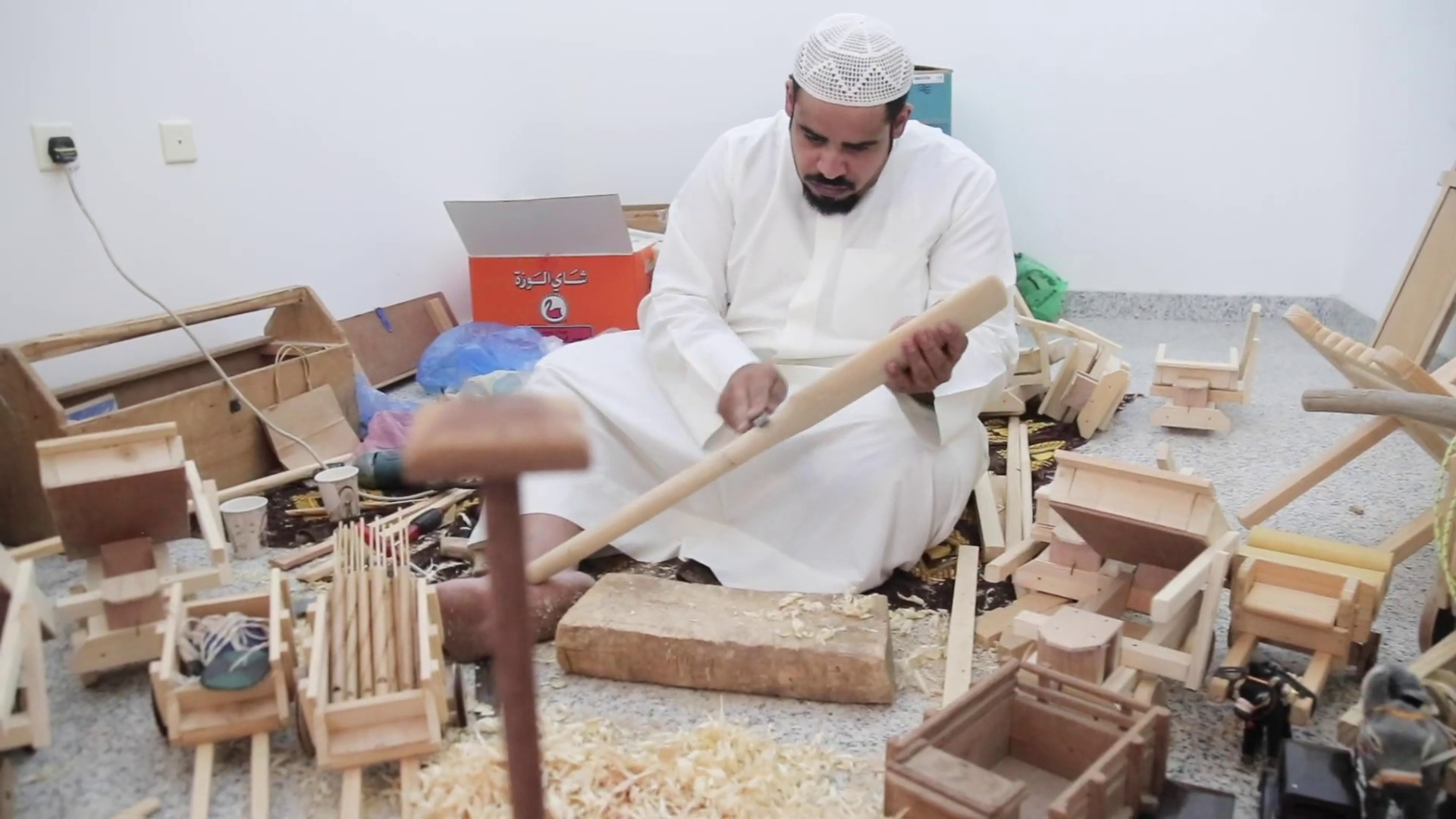
النجار الأحسائي يعمل على منتجاته في غرفته.

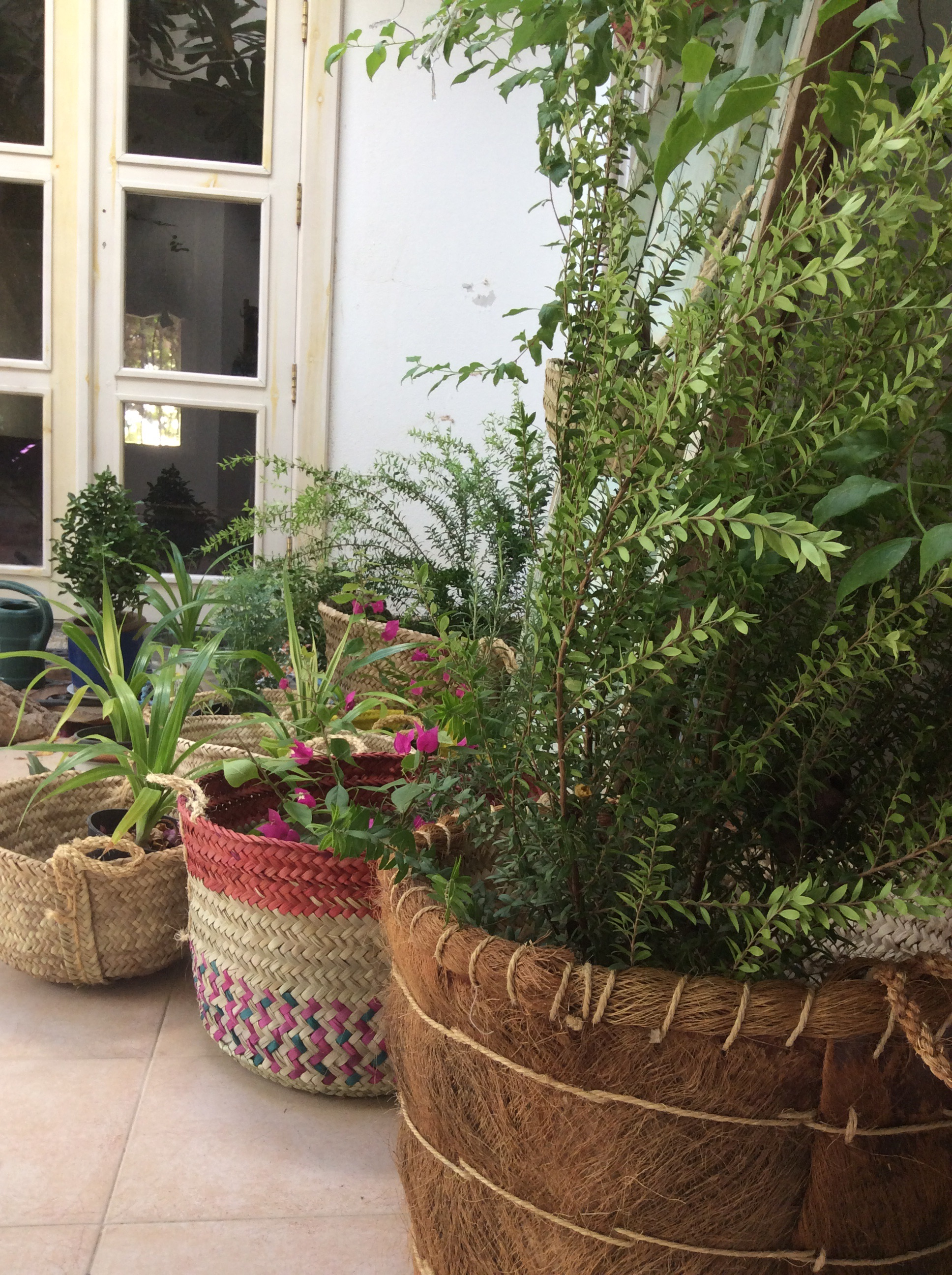
سلالات من خوص النخيل صنعت يدوياً، أحد البيوت في الهفوف.

والمواد الرئيسة فيها الأخشاب المأخوذة من الأشجار التي تنمو في المنطقة كالسدر والتوت. ويعمل الأبناء مع آبائهم في الحرفة لكسبها.
تشمل صناعة الأبواب والنوافذ والصناديق والسحاحير (الصناديق الصغيرة) والطاولات والكراسي والمنصات والقواري (العربات الكبيرة التي تجرها الحمير) وبكرات الصدر (السواني) وبكرات زغب الماء من آبار البيوت ومواضئ المساجد والمهابيش (أوعية دق الحبوب) ومدقاتها والمياقع (أوعية دق الأسماك المجففة وبعض المواد الجافة الأخرى) ومضارب هرس الهريس والعصيد والأوتاد والخوازيق والقبقاب والعراجي (هيكل متقاطع لتشكيل الدلاء الجلدية عليه) ومنه ما هو للغروب الكبيرة في السواني والمعاليق وسروج الحمير وشداد البعير وأنوال الغزل ومغارف الزبد واللبن والنعوش والمحمل وأجرام البنادق وهياكل الحياكة وهياكل صناعة المداد والمغازل ومضارب الجص (المفضّات) ومناقل الجص (أقفاص نقل حجارة الجص على ظهور الحمير) وكراسي أواني الماء وحفظ الحبوب الفخارية وعرجاية البقرة (نير يوضع على رقبة البقرة) وأنواع المشدات والمرابط الأخرى والسبابيج (هياكل أسقية اللبن) وأغطية الأزيار والمساخن والجرار والسّياسِر (فتحات في السقوف لإخراج أدخته المواقد) والأوجقة ومزاريم المطر وسواري الأعلام واللافتات والأقاسي (الشرفات الخشبية المسورة والمعلقة حول أفنية الدور) وكسارات الجوز والنقل وصناديق الطرما والميوز (منصّات الدلال والأرباريق) والسوائر المشقَّقة والطيارة (هيكل لتعليق الأطعمة في السطوح) والمغاليق والمزاليج والمفاتيح الخشبية والفلكة وأعمدة الخيام والمشدات والمقابض والمنافيخ والتكايات والعربات اليدوية ومطارق وسندانات بردخة الزري (طرقة ليستقيم).

كما تشمل منتجات النجارة أدوات ولعبًا صغيرة للأطفال كالمشّاية ذات العجلات الخشبية التي يتدرب عليها مبتدئ المشي والدراريج ذات المقابض المفردة والمزدوجة ذات التوجية الميكانيكي التي يتسلى بها الأطفالويتسابقون، وعربات اللعب التي يعبئها الأطفال بالرمال والفرّارات وغيرها من الألعاب.

ولقد برع النجارون في الأحساء في هذه الحرفة التي تتسم بعض منتجاتها بالضخامة كبوابات الدراويز التي يصل ارتفاعها إلى ستة أمتار وعرضها أربعة أمتار وبعضها بالنقش والتشكيل كما في أبواب الواجهات والنوافذ والدواليب (الكبتات)، وفي بعض النقوش والتشاكيل والزخرفة المعقدة تستعمل النار في الحفر والتشكيل وهذه الحرفة تتوارث عند بعض الأسر أبًا عن جد، وهناك أحياء في الأحساء عرفت بها هذه المهنة كحي النجاجير بالكوت وعائلة عمران بالكوت.

#### صناعة آلات الموسيقية
يحتاج فرق العرضات والفنون الشعبية والطقاقات في الأعراس إلى الطبول والدفوف في مناسبات رمضان وعيد الفطر والمناسبات العامة والخاصة ولتلبية الطلب على هذه الأدوات الموسيقية الشعبية برع أشخاص متخصصون في صناعتها وإتقانها. والطبول والدفوف تصنع من جلود الحيوانات وتلبس على إطارات وأسطوانات تصنّع من نوع خاص مرن ولكن قوي من الأخشاب وتخاط بخيوط دقيقة من جلد الحيوان إلا أن الطبل يحتاج لمتانة جلده إلى خيوط سميكة مجدولة من القطن الخالص ويستعمل لطرقه عصا خشبية ربما خيرزانة قصيرة لها رأس كروي محشو بالقماش وهناك الطبل الضخم الذي يعلقه الشرطي الطّابل في الفرقة الموسيقية الاستعراضية على صدره.

### فنون الأدوات المعدنية

#### الحدادة
هي من أقدم الصناعات في المنطقة وتعتمد في الوقود على الحطب وعلى الفحم المستورد ومن أدواتها الكير والسندان والمطرقة. ويعاون الحداد أبناؤه الذين يتعلمون الحرفة بالتدريب والممارسة ومن منتجاتها المساير الكبيرة (بوقبة) والخوابير والصخاخين والأهياب (مدقات الحفر) والمجاريف والقدوم والفرعات والمكانس والسواطير والسكاكين والمناشير والمحاش والمناجل والأزاميل والمحاميس والمراكي ومناقيش الفحم ومناقيش التنانير والكلاليب والعواقيد وأجرام البنادق والأشراك والمصائد والأوتاد والحلق والسلاسل والأصفاد ومناصب القدور والموازين والمعايير والمخازر والميابر (الإبر الكبيرة) والمطارق والمشاجب والليايين (أوعبة خلط الجص) والمساحات (مساحات الجص) والرندات (منعمات الخشب) والمحافر والمكاشط والمزاليج والمكاوي (قضبان الكي بالنار للعلاج) والسرج والصقارق (مضخات الكيروسين) والمحاقن والسطول والبوالدي (نوع من السطول والدلاء) والعراوي ومثاعب المسابح والموازين ومعالق اللحوم والقضبان المشعبية لأبواب الدكاكين والبوابات الكبيرة وحلق الأبواب لطرقها (التي تقوم مقام الأجراس.) وغيره.
هناك شارع مشهور تاريخيًّا، يسمى شارع الحدادين في الهفوف وتاريخه يرجع إلى خمسينات القرن العشرين.

#### التقبيب
الصفّار هو الذي يقوم برب وحك وجلو الأواني النحاسية والمعدنية والأدوات الحديدية وتشمل القدور والصحون والألقنة (جمع لِقَن وهو الصحن النحاسي الكبير) ومنها ما يدعى صحن بو كرسي (أي له قاعدة عالية ثابة فيه) والدلال والأباريق مغاسل الأيدي والصواني والتباسي والسحال (القدور النحاسية محكمة الغطاء التي ينقل فيها الطعام المطبوخ حارًا) والمغارف والسيوف والخناجر، والبنادق، وجمع الأدوات المعدنية الصدئة، كذلك يعمل في هذه الحرفة الأولاد مع آبائهم، ليرثوها من بعدهم.

#### الصياغة
وهي صياغة الذهب والفضة والأحجار الكريمة وتصميم وتشكيل وصُنع الحلي والمجوهرات منها، وتشمل البناجر والأساور الخواتم والمحابس والعقود والقلائد والسروح والأزمطة والمعرّيات (جمع معرّى، وهي صحفية ذهبية ومزخرفة تنشر على الصدر)، والأقراط والريش والمحازم والقباقب والهامات والحجول والحلق والجدائل والخزّامات (حلق يعلق في خرم بالأنف) وغير ذلك من أنواع الحلي. وتطعم بعض الحلى بالفصوص من الأحجار الكريمة كاللؤلؤ والزمرد والعقيق والياقوت والمرجان والفيروز وغيرها، كما أن الصانع يزين أغمدة السيوف والخناجر والعلب بالذهب والفضة والفصوص ويطعمها بأنواع الجواهر. كما يصنع الأختام الرسمية والشخصية وعرفت بعض الأسر بهذه الحرفة الماهرة الدقيقة التي يتوارثها الأبناء عن الآباء.

### فنون خزفية

#### الفخار

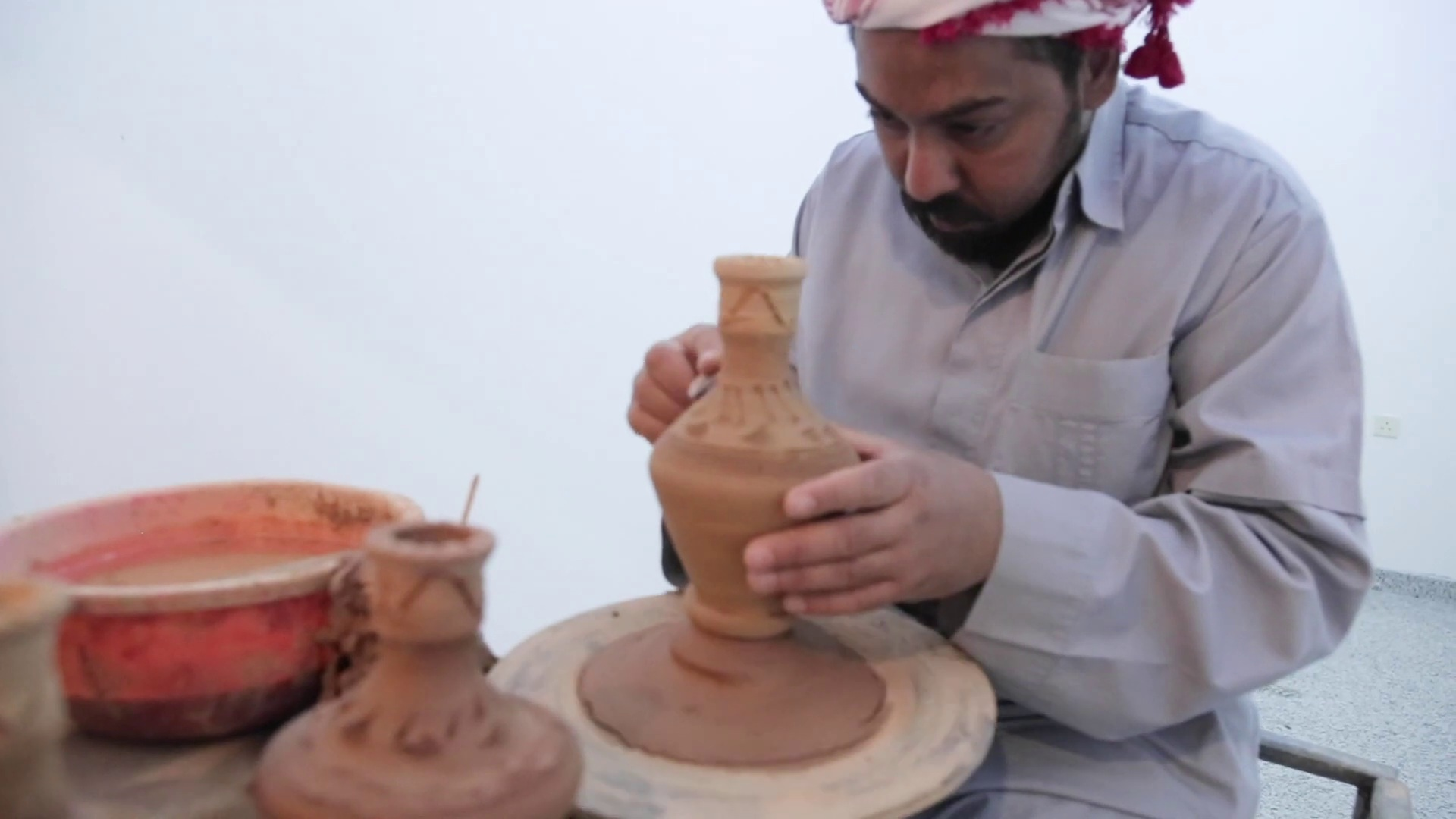
فخار في سوق الحرفيين بالأحساء يركز على عمله.

تعد منطقة الأحساء تاريخيًا من مراكز صناعة الفخار في السعودية واشتهرت بصناعة الجرار الفخارية. ويعود تاريخها في الأحساء وسائر الساحل الشرقي إلى 3000 سنة ق. م أيام حضارة العبيد. توجد مصانع الفخار في الهفوف والمبرز وقرية القارة. وهي تسمي الدوغة وأهم منتجاتها المصاخن (وعاء التبريد) والجرار والحبوب (جمع حِب وهو يشبه الخرس) والأزيار والصليحي (جحلة صغيرة بعنق طويل) والتنانير والخروس (أزيار لحفظ المواد الغدائية الجافة) والكراريز (أوعية تبريد صغيرة) والكؤوس والغراش (جمع غرشة وهي كأس كبيرة في قعرها زخرفة تشبه النافورة) والمباخر والمزهريات. والطين المناسب لهذه الصناعة يأتي من محاجر قريبة وخاصة قرب جبل القارة، من اللون الأحمر، وهناك محاجر أخرى يجلب منها الطين الأخضر.

## التحديات
العديد من التحديات التي تواجه الحرف اليدوية الأحسائية، من ضمنها:
- تلاشي جزء مهم من الهوية الثقافية.
- عدم الاهتمام بالحرفيين.
- قلة فرص العمل.
- قلة تطوير المهنة، والإمكانات الإبداعية لدى الشباب.
- المنافسة الشديدة للمنتجات الحرفية المستوردة.

## مهرجان تسويق تمور الأحساء المصنعة
في يناير 2022، أقيم مهرجان تسويق تمور الأحساء، المصنعة بعنوان "ويا التمر أحلى 2022". وأسهمت الحرف اليدوية بجذب الزائرين، حيث تواجدت العديد من الحرف مثل:
- حرفة الإمداد.
- الخوص.
- القفاص.
- النجار.
- صناعة الفخار.
- حياكة المشالح.
- المليف.
- التطريز اليدوي.
- الحرق على الخشب.
- الخط برائحة الخبز الأحمر.
- البخور.

## سنع
في فبراير 2024، قدم برنامج "سنع" دورةً لـ 40 متدربة من ذوي الأسر المنتجة، على مختلف الحرف اليدوية، من خلال إكسابهن المهارات اللازمة لتطوير منتجاتهن وتسويقها بشكل فعال. يتضمن المشروع 3 مراحل، هي:
- مرحلة التدريب.
- مرحلة التطبيق.
- مرحلة التسويق.

## مهرجان واحة الأحساء
في نوفمبر 2022، أقيم "مهرجان واحة الأحساء"، الذي نظمته هيئة التراث. تم تقديم عروض يدوية حية للحرفيين والحرفيات، حيث لفتت الحرف اليدوية زوار المهرجان، وتحديدًا النحت والنقوش التراثية، والرسم بالحرق على الخشب، وصياغة المعادن، والمجسمات الفنية، والخراطة، وتجسيد الحرف العربي.

## اليونسكو
تميزت الأحساء بالحرف اليدوية، وأصبحت من أشهر المناطق بصناعة الحرف، حيث أعلنت منظمة اليونيسكو انضمام الأحساء إلى شبكة المدن المبدعة التابعة لليونسكو، وتُعدّ الأحساء أول منطقة خليجية، وثاني منطقة عربية، تنضم للشبكة المبدعة.

### اليونسكو في إيطاليا
في يونيو 2019، شاركت أمانة الأحساء في اللقاء السنوي الثالث عشر للمدن الأعضاء في شبكة المدن المبدعة، التابعة لمنظمة اليونسكو، في مدينة فبريانو الإيطالية، حيث شاركت الأحساء بصفتها عضوًا في الشبكة في المجال الإبداعي الخاص بالحرف اليدوية والفنون الشعبية. تهدف المشاركة الى أهمية الثقافة والابداع في تشكيل مدن المستقبل، ودور الحرف والفنون في التنمية الحضرية المستدامة.

## قلعة الحرفيين
في مارس 2020، افتُتِحَت قلعة سوق الحرفيين بالأحساء، وذلك للمحافظة على التراث والحرف اليدوية، من خلال إيجاد مقر، يحتضن الحرفيين ويساعد في تسويق حرفهم ومنتجاتهم. حيث إنّ السوق يقع على مساحة تزيد عن 12 ألف متر مربع، وبه 112 متجرًا، تنقسم إلى قسمين، وترتبط بممرات مسقوفة، كما تتواجد ساحة للفعاليات.